# جون کونیمورا
جون کونیمورا (انگلیسی: Jun Kunimura؛ زاده ۱۶ نوامبر ۱۹۵۵) هنرپیشه اهل ژاپن است.